# Beng
Beng es una comuna (khum) del distrito de Banteay Ampil, en la provincia de Oddar Mean Chey, Camboya. En marzo de 2008 tenía una población estimada de 13 000 habitantes.
Se encuentra ubicada al norte del país, cerca de los montes Dangrek y de la frontera con Tailandia.